# Aleksandr Mokin
Aleksandr Mokin (kaz.: Александр Мокин; ur. 19 czerwca 1981 w Szymkencie) – kazachski piłkarz grający na pozycji bramkarza, zawodnik Kyzyłżar Petropawł.

## Życiorys

### Kariera klubowa
Mokin profesjonalną karierę piłkarską zaczynał w kazachskim klubie Dostyk Szymkent, skąd w 2004 roku trafił do Żenis Astana. Spędził w tym zespole zaledwie kilka miesięcy i odszedł do Okżetpes Kokczetaw. W 2007 roku powrócił do Żenis Astana, a po zaledwie roku trafił do klubu, w którym zaczynał karierę, a więc Ordabasy Szymkent. W kolejnych latach często zmieniał kluby. Grał kolejno w FK Astana, FK Ałmaty i po raz trzeci w Ordabasy Szymkent, by w 2011 roku trafić do klubu Szachtior Karaganda. Następnie był zawodnikiem klubów: FK Astana, Irtysz Pawłodar i FK Astana.
22 lutego 2020 podpisał kontrakt z kazachskim klubem Kyzyłżar Petropawł z Priemjer Ligasy, umowa do 31 grudnia 2020; bez odstępnego.

### Kariera reprezentacyjna
W reprezentacji Kazachstanu zadebiutował 29 stycznia 2005 w meczu towarzyskim przeciwko reprezentacji Japonii. Na boisku przebywał przez pełne 90 minut. Dotychczas rozegrał w niej 20 meczów (stan na 23 lutego 2020).

## Statystyki

### Reprezentacyjne
Stan na 4 czerwca 2013
| Mecze i gole w reprezentacji | Mecze i gole w reprezentacji | Mecze i gole w reprezentacji | Mecze i gole w reprezentacji | Mecze i gole w reprezentacji | Mecze i gole w reprezentacji | Mecze i gole w reprezentacji |
| #                            | Data                         | Stadion                      | Rywal                        | Wynik                        | Gol                          | Rozgrywki                    |
| 2005                         | 2005                         | 2005                         | 2005                         | 2005                         | 2005                         | 2005                         |
| ---------------------------- | ---------------------------- | ---------------------------- | ---------------------------- | ---------------------------- | ---------------------------- | ---------------------------- |
| 1.                           | 29.01.2005                   | Jokohama, Japonia            | Japonia                      | 0:4                          | 0                            | towarzyski                   |
| 2006                         |                              |                              |                              |                              |                              |                              |
| 2.                           | 26.12.2006                   | Bangkok, Tajlandia           | Wietnam                      | 1:2                          | 0                            | towarzyski                   |
| 2008                         |                              |                              |                              |                              |                              |                              |
| 3.                           | 03.02.2008                   | Antalya, Turcja              | Azerbejdżan                  | 0:0                          | 0                            | towarzyski                   |
| 4.                           | 06.02.2008                   | Antalya, Turcja              | Mołdawia                     | 0:1                          | 0                            | towarzyski                   |
| 5.                           | 11.10.2008                   | Londyn, Anglia               | Anglia                       | 1:5                          | 0                            | El. MŚ 2010                  |
| 2009                         |                              |                              |                              |                              |                              |                              |
| 6.                           | 11.02.2009                   | Antalya, Turcja              | Estonia                      | 2:0                          | 0                            | towarzyski                   |
| 7.                           | 06.06.2009                   | Ałmaty, Kazachstan           | Anglia                       | 0:4                          | 0                            | El. MŚ 2010                  |
| 8.                           | 10.06.2009                   | Kijów, Ukraina               | Ukraina                      | 1:2                          | 0                            | El. MŚ 2010                  |
| 9.                           | 09.09.2009                   | Andora, Andora               | Andora                       | 3:1                          | 0                            | El. MŚ 2010                  |
| 10.                          | 10.10.2009                   | Brześć, Białoruś             | Białoruś                     | 0:4                          | 0                            | El. MŚ 2010                  |
| 11.                          | 14.10.2009                   | Astana, Kazachstan           | Chorwacja                    | 1:2                          | 0                            | El. MŚ 2010                  |
| 2011                         |                              |                              |                              |                              |                              |                              |
| 12.                          | 02.09.2011                   | Stambuł, Turcja              | Turcja                       | 1:2                          | 0                            | El. ME 2012                  |
| 13.                          | 06.09.2011                   | Baku, Azerbejdżan            | Azerbejdżan                  | 2:3                          | 0                            | El. ME 2012                  |
| 2013                         |                              |                              |                              |                              |                              |                              |
| 14.                          | 06.02.2013                   | Antalya, Turcja              | Mołdawia                     | 3:1                          | 0                            | towarzyski                   |
| 15.                          | 04.06.2013                   | Ałmaty, Kazachstan           | Bułgaria                     | 1:2                          | 0                            | towarzyski                   |

## Sukcesy

### Klubowe
Żenis Astana
- Zwycięzca Priemjer Ligasy: 2006
- Zdobywca Pucharu Kazachstanu: 2002, 2005

Szachtior Karaganda
- Zwycięzca Priemjer Ligasy: 2011, 2012
- Zdobywca Pucharu Kazachstanu: 2013
- Zdobywca Superpucharu Kazachstanu: 2013
- Zdobywca drugiego miejsca w Superpucharze Kazachstanu: 2012, 2014

FK Astana
- Zwycięzca Priemjer Ligasy: 2016, 2017, 2018, 2019
- Zdobywca Pucharu Kazachstanu: 2016
- Zdobywca Superpucharu Kazachstanu: 2018, 2019
- Zdobywca drugiego miejsca w Superpucharze Kazachstanu: 2016, 2017